# José Ayube
José Ayube (Jardinópolis, 1 de janeiro de 1903) foi o jornalista fundador do semanário progressista O Estado de Goiaz, editado entre os anos de 1930 e 1957. Faleceu vítima de atropelamento na cidade de Goiânia em circunstâncias que suscitaram dúvidas .

## Biografia
Filho de imigrantes libaneses, que detinham um modesto comércio em Anhanguera/GO, não pôde prosseguir com seus estudos, interrompidos no 1º ano do Primário, devido à falta de recursos financeiros. Com apenas 10 anos de idade, porém, rompeu com a barreira de seu pequeno grau de instrução ao começar seu trabalho com tipografia. Aos 16 anos já havia de apaixonado pelo jornalismo, lançando, na cidade de Cumari/GO, de modo precário e em folhas de tamanho ofício, um folhetim chamado “Estrondo”, de essência puramente satírica, que acabou por sacudir as altas rodas políticas da região. Em 1925, montou seu primeiro jornal, “O Cumari”, confeccionado em impressora e com tamanho tabloide, que circulou até 1930, o que acabou por constituir um passo decisivo para a profissionalização de seu jornalismo. Destaca-se que todos os anúncios e desenhos publicados no jornal eram entalhados em madeira e feitos a mão por José.
Com sua mudança para a cidade de Pires do Rio, em 1930, conseguiu ampliar seu equipamento gráfico e alterou o nome do jornal para “O Estado de Goiaz”. Em 1934, devido às duras críticas que dirigiram ao governo do estado, os responsáveis pelo jornal tiveram sua expulsão de Goiás ordenada pelo então interventor do estado, Pedro Ludovico Teixeira, o que ocasionou a mudança de José Ayube para a cidade de Uberlândia, acompanhada pelas autoridades para garantir sua saída. Uma vez estabelecido em Minas Gerais, no mesmo ano, José mantém a mesma linha política, e O Estado de Goiaz, agora editado em Uberlândia, continuou a ser distribuído para municípios goianos e mineiros. O jornal era vendido predominantemente sob a forma de assinaturas, o que permitia seu autofinanciamento. Em 1936, passa a denunciar a influência dos ideais nazifascistas, os quais eram introduzidos no Brasil por meio dos integralistas. Com a decretação do Estado Novo por Getúlio Vargas, em 1937, houve verdadeira caça às bruxas, principalmente aos comunistas, como José acabou sendo considerado. Tal era a forma que tratava dos problemas sociais em seu jornal, que foi em uma de suas reportagens que o escritor goiano Bernardo Elis se inspirou para escrever seu famoso conto “A Enxada”, que noticiava uma disputa armada por posse de terra.

## Circunstâncias da sua morte
José Ayube morreu atropelado em 3 de janeiro de 1945, por volta das 21h, enquanto caminhava com dois amigos. O motorista, depois identificado como o fazendeiro José Luiz, não prestou socorro e acabou preso.

Figura 1 – Artigo publicado no DM digital – Correio da Manhã, em 3 de janeiro de 2013, sobre a impunidade na morte de jornalistas, dentre eles, José Ayube.

Após sua morte, a diretoria do jornal foi passada a Abrahão Isaac Neto, futuro deputado estadual de Goiás pelo Partido Comunista do Brasil (PCB); e isso porque, entre os anos de 1945 e 1946, tanto o jornal, como suas impressoras foram doados por seus irmãos, Pedro Jonas e Jonas Ayube, ao referido partido. Assim, a sede do jornal foi transferida para Goiânia no final de 1945, mantendo-se o nome de José Ayube como fundador. Foi editado pelo PCB até 1957.
José Ayube, perseguido político, não teve desvendadas as circunstâncias de sua morte.

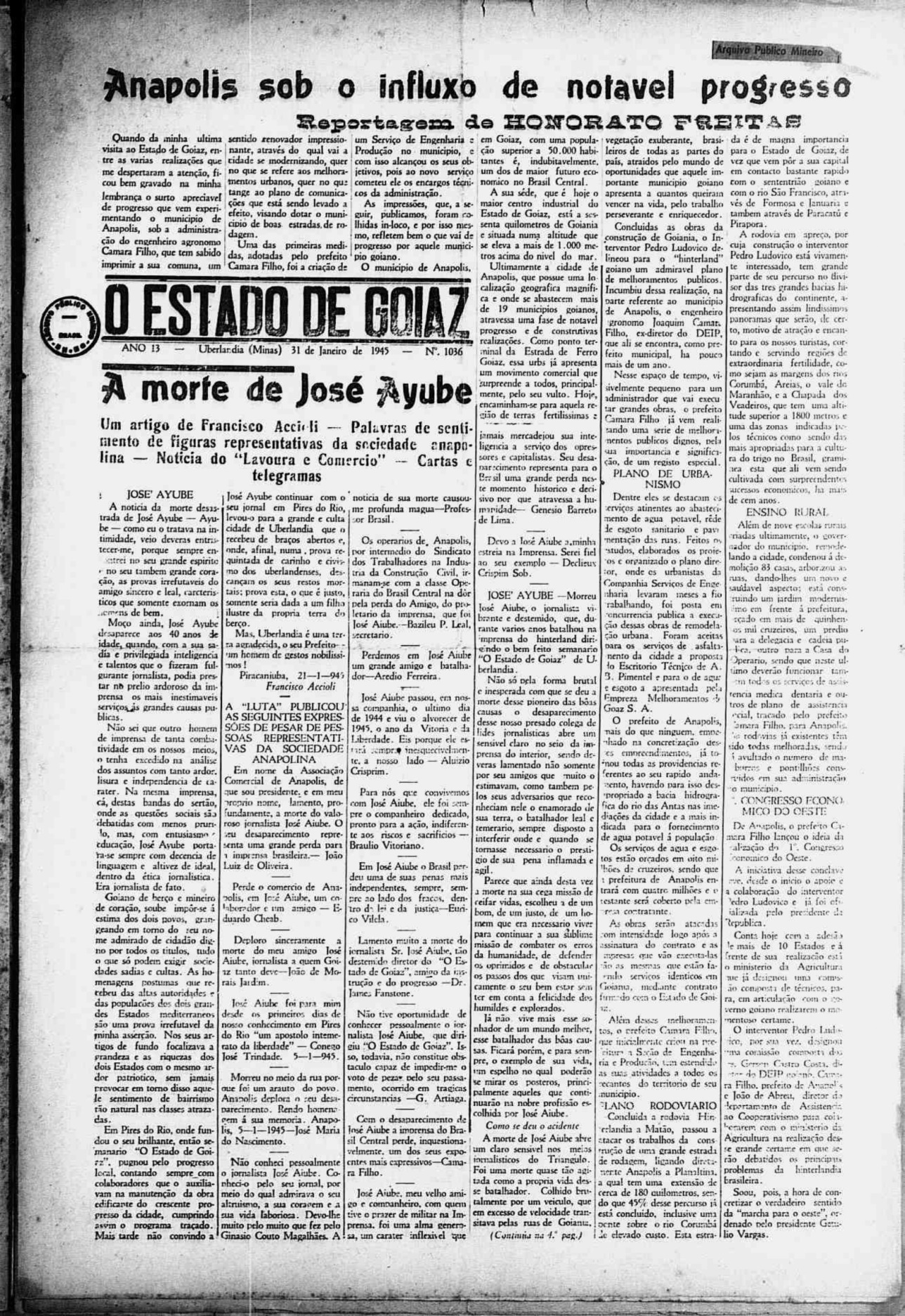
Figura 2 - Capa do jornal "O Estado de Goiaz" noticiando a morte de seu criador. Destacam-se as homenagens prestadas a ele por diversas personalidades devido a sua importância para o jornalismo. Disponível em:http://memoria.bn.br/pdf/761915/per761915_1945_01936.pdf

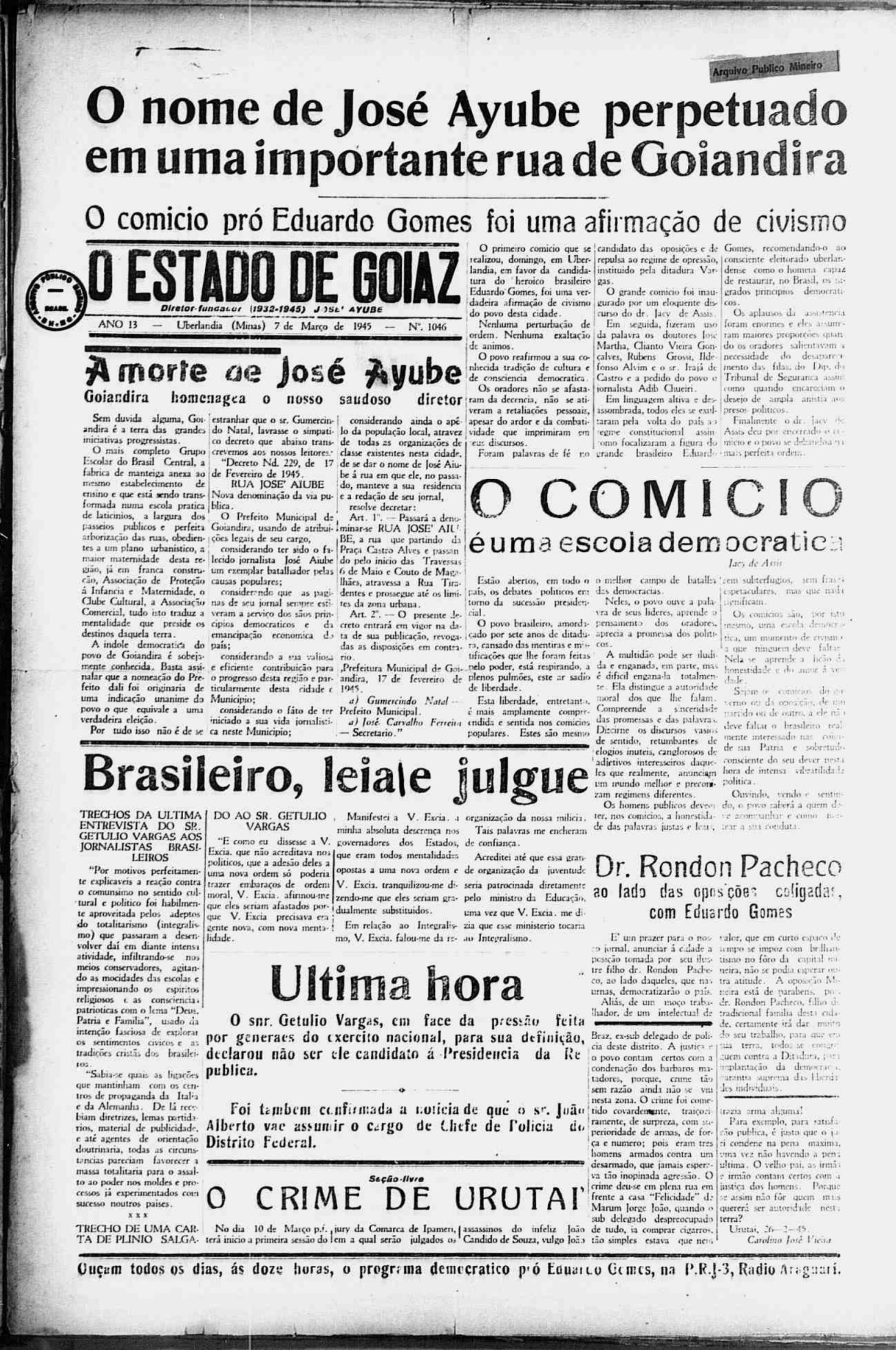
Figura 3 - Jornal "O Estado de Goiaz" noticiando a nomeação de uma rua na cidade de Goiandira em homenagem a José Ayube.